# Skrzydlna (przystanek kolejowy)
Skrzydlna – przystanek osobowy w miejscowości Skrzydlna, w województwie małopolskim w Polsce; leży na Turystycznym Szlaku Kolejowym Przez Karpaty. Znajduje się w najwyższym punkcie linii 104, na północnym stoku Śnieżnicy, na wysokości 608 m n.p.m.